# Radim Brdička
Radim Brdička (* 11. prosince 1933 Praha) je český lékař, vysokoškolský profesor a pedagog, jeden ze zakladatelů genetiky v lékařství.
Vystudoval lékařskou fakultu Univerzity Karlovy v Praze a po krátkém působení v Rumburku se vrátil do Prahy, kde nastoupil jako vědecký pracovník na Ústav lékařské biologie a genetiky 1. Lékařské fakulty. Od roku 1989 působil v Ústavu experimentální medicíny AV ČR a v Ústavu hematologie a krevní transfuze. V roce 2011 odešel do důchodu. Je držitelem medaile J. E. Purkyně za celoživotní dílo.

## Biografie
Radim Brdička se narodil 11. prosince 1933 v Praze. Mládí prožil na pražských Vinohradech a v roce 1944 zde ukončil základní školu. Již během studia na gymnáziu se zajímal o chemii a biologii. Po absolvování Fakulty všeobecného lékařství Univerzity Karlovy v Praze (1952–1958) strávil dva roky zčásti vojenskou službou a jako sekundární lékař na umístěnku v Rumburku. V letech 1960–1989 působil jako vědecký pracovník na Ústavu lékařské biologie a genetiky 1. lékařské fakulty v Praze. Kromě učitelských povinností se zabýval studiem biochemické genetiky laboratorního potkana a později také lidskou molekulární genetikou. Od roku 1989 až do svého odchodu do důchodu v roce 2011 pracoval v Ústavu experimentální medicíny AV ČR a v Ústavu hematologie a krevní transfuze, kde působil jako vedoucí genetické laboratoře, založil zde oddělení molekulární genetiky, věnoval se využití molekulárních metod ve forenzní medicíně, vývoji metod pro záchyt reziduálního onemocnění po protinádorové léčbě nebo problematice populačního studia.
Absolvoval různé krátkodobé pobyty v zahraničí a dva roky strávil v Římě v Istituto Superiore di Sanitá. Zastupoval Českou republiku v komisi OECD pro kvalitu genetického testování a zasloužil se o tuzemský rozvoj molekulární genetické diagnostiky v lékařství. V roce 1996 založil společnost BIOGEN Praha s.r.o., jež nabízí laboratorní potřeby a enzymatické substráty pro molekulární biologii.
Za svou práci obdržel mnoho ocenění. Za celoživotní dílo byl oceněn medailí J. E. Purkyně. V roce 2023 mu Učená společnost České republiky udělila medaili za zásluhy o rozvoj vědy.

## Dílo
Je autorem, spoluautorem či editorem řady odborných publikací a přispívá do časopisu Vesmír.
- Lidský genom na rozhraní tisíciletí. Grada, 2001
- Genetika v klinické praxi I. Galén, 2014
- Genetika v klinické praxi II. Galén, 2015
- Genetika v klinické praxi III. Galén, 2015
- Genetika v klinické praxi IV. Galén, 2016
- Genetika v klinické praxi V. Galén, 2018
- Genetika pro všeobecné praktické lékaře. Nakladatelství Dr. Josef Raabe s.r.o., 2021